# سراب (خواف)
سراب، روستایی است از توابع بخش سلامی و در شهرستان خواف استان خراسان رضوی ایران.

## جمعیت
این روستا در دهستان سلامی قرار داشته و بر اساس سرشماری سال ۱۳۸۵ جمعیت آن (۱۲۱خانوار) ۶۴۷نفر
بوده‌است.